# Andrews (Indiana)
Andrews es un pueblo ubicado en el condado de Huntington en el estado estadounidense de Indiana. En el Censo de 2010 tenía una población de 1149 habitantes y una densidad poblacional de 680,42 personas por km².

## Geografía
Andrews se encuentra ubicado en las coordenadas 40°51′36″N 85°36′8″O / 40.86000, -85.60222. Según la Oficina del Censo de los Estados Unidos, Andrews tiene una superficie total de 1.69 km², de la cual 1.67 km² corresponden a tierra firme y (1.07%) 0.02 km² es agua.

## Demografía
Según el censo de 2010, había 1149 personas residiendo en Andrews. La densidad de población era de 680,42 hab./km². De los 1149 habitantes, Andrews estaba compuesto por el 96.34% blancos, el 0.35% eran afroamericanos, el 1.04% eran amerindios, el 0.35% eran asiáticos, el 0% eran isleños del Pacífico, el 0.09% eran de otras razas y el 1.83% pertenecían a dos o más razas. Del total de la población el 1.91% eran hispanos o latinos de cualquier raza.